# Premio Ho-Am de Arte
El Premio Ho-Am fue creado en 1990 por Kun-Hee Lee, presidente de Samsung, con la intención de crear una nueva cultura empresarial que continúe con el noble espíritu de servicio público que el anterior presidente, Byung-chull Lee, fundador de Samsung.
Se otorga desde 1991, está financiado pro Samsung y nombrado en honor a su antiguo presidente, Lee Byung-chull (Ho-Am es su seudónimo, que significa "llenar un espacio con agua pura como lo hacen los lagos, y ser inalterable como una roca grande").
El premio Ho-Am se entrega en cinco categorías: ciencia, ingeniería, medicina, arte y servicio a la comunidad. Los ganadores del Premio Ho-Am de arte han sido:
- 1994: Won-Yong Kim
- 1995: Nam June Paik
- 1996: Kyung-Ree Park
- 1997: Myung-Whun Chung
- 1998: Myung Hee Choi
- 1999: Munyol Yi
- 2000: Kun-Woo Paik
- 2001: Lee Ufan
- 2002: Sue Jin Kang
- 2003: Im Kwon Taek
- 2004: Byung-Ki Hwang
- 2005: Oh Tae-Sok
- 2006: Wan-Suh Park
- 2007: Yi Chong-jun
- 2008: Kyu Sung Woo
- 2009: Shin Kyeong-nim
- 2010: Min-Ho Chang
- 2011: Kyung-Wha Chung
- 2012: Unsuk Chin
- 2013: Shin Kyung-sook
- 2014: Hei-Kyung Hong
- 2015: Kimsooja